# 크라티에주
크라티에주(크메르어: ក្រចេះ)는 캄보디아 북동부에 위치한 주로 주도는 크라티에이며 인구는 411,846명(2023년 기준), 면적은 11,094 km2, 인구밀도는 34명/km2이다. 주의 이름은 크메르어로 "가루 화장품"을 뜻한다. 북쪽으로는 스퉁트렝 주, 동쪽으로는 몬둘키리 주, 서쪽으로는 캄퐁톰 주와 캄퐁참 주, 남쪽으로는 트봉크뭄 주, 베트남과 접한다.
1. ↑  “General Population Census of the Kingdom of Cambodia 2019 – Final Results” (PDF). 《National Institute of Statistics》. Ministry of Planning. 2021년 1월 26일. 2021년 2월 3일에 확인함.